# Sartakarat
Sartakarat (em persa: سرتاكرات, também romanizada como Sartākarāt) é uma aldeia do distrito rural de Langarud, no condado de Abbasabad, da província de Mazandaran, Irã.
No censo de 2006, sua população era de 274 habitantes, em 68 famílias.